# Curi (Grècia)
Curi o Kurios (en grec antic κύριος) que significa "senyor o "tutor", era a l'antiga Grècia, i especialment a Atenes, la persona que actuava com a tutor dels membres de la família que la llei presumia que eren incapaços d'obrar per si mateixos com ara els menors i els esclaus, i sobretot les dones de totes les edats. Generalment la funció l'acomplien els pares, els marits, o els parents mascles més propers.
Les lleis àtiques, que només tenien en compte les famílies, consideraven els curis com els que exercien la pàtria potestat i subordinaven les dones als homes de la seva sang. Les dones, encara que els seus pares haguessin mort, continuaven sotmeses als homes més propers per raons de sang, que exercien de tutors. Durant el matrimoni, el curi de la dona era el seu marit, però si enviudava o es divorciava cessava aquesta dependència i tornava a la tutoria de la seva família.
Els homes tenien un curi només durant la seva minoria d'edat, el pare, o el tutor designat per testament o el parent masculí més proper. En cas d'adopció el pare natural deixava de ser el curi del seu fill adoptat per un altre. Els nens orfes tenien un tutor anomenat epítrop (ἐπίτροπος), que literalment significa "aquell al que se li encomana alguna cosa", i normalment era designat per testament. Si no n'hi havia, l'arcont decidia qui exercia el càrrec d'entre els parents més propers.
El curi tenia la missió de protegir els interessos de les dones, quan eren solteres, separades o vídues. Si un ciutadà moria i deixava una òrfena, el fill o el pare cobrien el buit i havien de proveir el corresponent dot; si es divorciava o quedava vídua era responsabilitat del curi que l'havia d'acollir, i si l'havia promès i dotat podria recuperar el dot. Si una noia òrfena no tenia ni avi, ni germà ni oncle, el parent més proper es convertia en curi, i podia optar per casar-se amb ella i emportar-se la seva fortuna. Si la noia no tenia gaires diners i el curi no s'hi volia casar, estava obligat a fer front a les seves necessitats. Si la noia tenia l'edat legal, el curi podia deixar la seva pròpia dona i casar-se amb ella, i fins i tot podia obligar-la a deixar el marit amb el que s'hagués casat en vida del seu pare.
Hi havia diverses lleis per la protecció de les dones i dels orfes contra la negligència o la crueltat dels seus parents.